# 欧洲羽节蕨
欧洲羽节蕨（学名：Gymnocarpium dryopteris）为蹄盖蕨科羽节蕨属下的一个种。

## 扩展阅读
- 維基物種上的相關：欧洲羽节蕨